# (1047) Geisha
(1047) Geisha est un astéroïde de la ceinture principale découvert le 17 novembre 1924 par l'astronome allemand Karl Reinmuth à l'observatoire du Königstuhl près de Heidelberg. Sa désignation provisoire était 1924 TE. Il tire son nom des geishas, « dames d'accompagnement » dans la culture nippone.
Sa distance minimale d'intersection de l'orbite terrestre est de 0,818586 ua.